# 2009年2月澳门

## 2月27日
- 葡萄牙新任駐港澳總領事卡瓦略於今日履新。澳門電台（页面存档备份，存于）

## 2月25日
- 澳门立法会就《维护国家安全法》法案进行细则性讨论及表决。草案中只有第一至五條出現反對票以及在部份條款中的棄權票，其餘均獲一致通過。BBC中文网（页面存档备份，存于）

## 2月24日
- 《維護國家安全法》通過前夕，新澳門學社在立法會大樓門前舉行燭光靜坐活動，並與警方就活動地點發生爭議。蘋果動新聞[永久]

## 2月19日
- 祐漢市政街市內被發現出售假雞蛋，但批發和零售商都否認出售假雞蛋。aTV2

## 2月18日
- 繼香港多名泛民主派人士被澳門當局拒絕入境後，《南華早報》記者王智強赴澳採訪歐文龍貪污案時被拒入境。而同日香港保安局局長李少光指澳方向其表示，沒有入境黑名單。明報即時新聞明報即時新聞 （页面存档备份，存于）
- 香港保安局預計會在下半年將會開放e道給已登記的澳門永久性居民使用訪港。澳門日報
- 香港保安局發稿至《澳門日報》回應未能出示赴港申報表被拒入境事件中表示已由2月6日起，香港有關口岸已設有備用赴港申報表列印機。澳門日報
- 位於亞美打利庇盧大馬路的民政總署斑馬線前設置交通燈倒計時器今起投入運作。澳門日報

## 2月17日
- 運輸工務司司長劉仕堯表示環境委員會將於6月1日「升格」為環保局。澳門日報

## 2月16日
- 香港特區政府今起延長澳門居民在香港逗留時間。澳門永久性居民可留港最多180天；澳門非永久性居民亦被延至30天。澳門日報
- 澳門受到一股潮濕海洋性氣流影響，早上受濃霧影響，能見度下降至最低500米；航空，海路一度受到影響。澳門日報
- 政府刊憲公布行政長官批示，即日起落實將敬老金由每年1800百元調升至每年5千元。澳門日報

## 2月14日
- 廣東省副省長萬慶良在省政協港澳委員座談時透露，CEPA補充協議六將在上半年簽訂。澳門日報

## 2月12日
- 濠江中學兩班初中學生疑爆發感染流感而停課。澳門日報
- 香港高等法院宣判把歐文龍貪污案在香港的貪贓交還至澳門特區政府，總額涉及2億3600萬港元。澳門日報

## 2月11日
- 《文化遺產保護法》法案大綱今起至4月30日公開諮詢。澳門日報

## 2月10日
- 交通事務局局長汪雲表示在上半年分三期推出巴士路線修改方案。
- 世界旅遊組織發佈了《國際旅遊業面臨世界經濟惡化的挑戰》分析簡報指澳門旅遊業是全球佳績之一。
- 「低層樓宇共同設施維修臨時資助計劃」今日推出。澳門日報
- 土地工務運輸局六位代任領導及主管於昨日獲正式委任。澳門日報

## 2月9日
- 可持續發展策略研究中心澳門居民綜合生活素質研究小組在去年的電話訪問研究結果反映，澳門市民對社會和政治參與並不積極。澳門電台（页面存档备份，存于）

## 2月6日
- 國務院港澳辦公佈了《香港澳門記者在內地採訪辦法》。澳門日報

## 2月5日
- 行政會完成討論包括智能旅行證件、打擊電腦犯罪以及《廉政公署部門組織及運作制度》等法律和行政法規草案。澳門電台（页面存档备份，存于）澳門電台（页面存档备份，存于）澳門電台（页面存档备份，存于）

## 2月4日
- 澳門特區政府向香港高等法院申請追討前運輸工務司司長歐文龍貪污所得，法院押後至下週四再次提訊。澳門電台（页面存档备份，存于）
- 統計暨普查局公佈，澳門去年總出口貨值錄得12年來新低，為160.3億元，較2007年減少21.6%。另外，本澳總體建築工人扣除通脹後的08年平均實質薪金，較07年下跌8%。澳門電台（页面存档备份，存于）澳門電台（页面存档备份，存于）
- 永利澳門的母公司對拉斯維加斯的員工實施減薪減工時措施，澳門方面不受影響。澳門電台（页面存档备份，存于）
- 消委會去年收到歷年最多的集體投訴，共1,200多宗，涉及香薰公司、雷曼迷債等。澳門電台（页面存档备份，存于）

## 2月3日
- 粵澳雙方初步規劃，較早前中央在橫琴島撥出的五平方公里土地，當中七十五萬平方公尺將預留給澳門大學。澳門日報
- 香港立法會議員馮檢基，上星期六到澳門旅遊，但到埗時遭到澳門入境部門拒絕入境。香港電台
- 行政長官選舉管理委員會委員舉行就職禮。澳門電台（页面存档备份，存于）

## 2月2日
- 立法會第二常設委員會完成《維護國家安全法》的討論。澳門電台（页面存档备份，存于）

## 2月1日
- 國家發改委副主任杜鷹表示，《珠江三角洲地區改革發展規劃綱要》提出四項任務，包括珠三角及港澳需進一步加強合作，其中港珠澳大橋、橫琴島開發和搬遷澳門大學等一批項目正在推進。澳門電台（页面存档备份，存于）